# 八千代市立大和田中学校
八千代市立大和田中学校（やちよしりつ おおわだちゅうがっこう）は、千葉県八千代市萱田町にある公立中学校。通称は「大中」（だいちゅう）。

## 教育目標
自学・友情・奉仕
また、挨拶・清掃・歌声・部活・笑顔を「大中五本柱」とよんでいる。

### 長期休暇
3学期制で、長期休暇は春・夏・冬の3回ある。

### 三大行事
球技大会・大中祭・合唱コンクール、これらが大中の三大行事となっている。数十年前までは大中ハイクという新川沿いを印旛沼まで歩くという行事もあり、四大行事であった。

### 二大行事
大中祭・合唱コンクール、これらが大中の二大行事となっている。数年前までは大中ハイクという新川沿いを印旛沼まで歩くという行事もあり、三大行事であった。大中ハイクの延長線だろうか、カレーコンテストという行事があったが廃止された。
第1学年はホワイトスクール（スキー）を行う。新潟県津南町にあるニューグランピア津南に行き、2年生や3年生が憧れるほどのイベントだ。
修学旅行は毎年山形県で民泊を行う。「京都・奈良が良い」という声が必ず聞こえるが、生徒はみな満足そうな笑顔で帰ってくる。非常に貴重な体験ができるので満足度は高いようだ。（八千代市内の小中学校は10年前に生徒による文化財毀損があり、京都への修学旅行が禁止されている）

### チャイム
数十年前までのチャイムは独特の音色だった（近隣にある大和田小学校のチャイムと区別するためと思われる）が、今は近隣の小中学校と同じチャイムを使用している。

### 伝統の「無言清掃」
昼休みの後に、伝統の「無言清掃」が10分間行われる。体操服(ジャージの場合腕まくりをし肘より上に腕をまくらなければならない)が義務付けられている。各フロアにフロアリーダーを、全体管轄にフロアリーダー長、副フロアリーダー長を配置し、清掃を管理する。全生徒が無言で清掃を行えた日は、「全校無言率100%」となる。毎年30〜50日程度が全校無言率100%である。最近は、清掃開始2分前に全生徒の整列が完成していなかったり、例え喋っていなくてもふざけていると判断されても無言率100%では無くなってしまう。厳しい。喋ってしまった生徒は2階中央廊下に呼ばれ、全フロアリーダーの前で反省を述べる。後輩には効果抜群だか同学年(3年生)への対応が課題だ。また、特に良い清掃を行っていた生徒は紹介される。1.2年生の憧れである。フロアリーダーの引き継ぎでは、毎年副フロアリーダー長が涙するのが恒例だ。
だが、昨年大幅な改革があり無言率を廃止した。新たに達成度という制度が追加された

### 学区
以下の3中学校から進学がある。
- 大和田小学校：全生徒
- 大和田南小学校：半数（八千代中学校へも進学）
- 大和田西小学校：半数（萱田中学校へも進学）

## 部活
- 運動部[4]
  - 野球部(男子)
  - サッカー部
  - ソフトボール部(女子)
  - 男子陸上部
  - 女子陸上部
  - 男子バスケットボール部
  - 女子バスケットボール部
  - 男子テニス部
  - 女子テニス部
  - 男子バレーボール部
  - 女子バレーボール部
  - 卓球部
  - 剣道部
- 文化部[4]
  - 合唱部
  - 吹奏楽部
  - 美術部
  - 文芸部
  - パソコン部

## 沿革
- 1972年4月1日 - 開校[5]
  - 4月6日 - 開校式

## 交通
- 東葉高速線「八千代中央駅」下車15分
- 京成本線「京成大和田駅」下車20分